# Entre el cielo y el suelo
Entre el cielo y el suelo è un album in studio del gruppo musicale spagnolo Mecano, pubblicato nel 1986.

## Tracce
1. Ay, qué pesado – 3:58
2. Ángel – 4:28
3. Hijo de la luna – 4:21
4. 50 palabras, 60 palabras ó 100 – 3:57
5. Te busqué – 2:55
6. Me cuesta tanto olvidarte – 2:53
7. No tienes nada que perder – 3:00
8. Las curvas de esa chica – 3:09
9. No es serio este cementerio – 4:25
10. Cruz de navajas – 5:02
11. Las cosas pares – 2:25
12. Esta es la historia de un amor – 3:59

## Classifiche
| Paese  | Posizione massima |
| ------ | ----------------- |
| Spagna | 30                |